# Episodi di The Royals (prima stagione)
La prima stagione della serie televisiva The Royals, composta da 10 episodi, è stata trasmessa sul canale statunitense via cavo E! dal 15 marzo al 17 maggio 2015.
In Italia la stagione è andata in onda sul canale satellitare Fox Life dal 21 aprile al 19 maggio 2015.

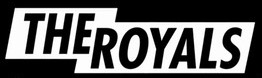
Logo della serie televisiva

| nº | Titolo originale                            | Titolo italiano                   | Prima TV USA   | Prima TV Italia |
| -- | ------------------------------------------- | --------------------------------- | -------------- | --------------- |
| 1  | Stand and Unfold Yourself                   | Vita reale                        | 15 marzo 2015  | 21 aprile 2015  |
| 2  | Infants of the Spring                       | Risveglio di primavera            | 22 marzo 2015  | 21 aprile 2015  |
| 3  | We Are Pictures, or Mere Beasts             | Il declino della monarchia        | 29 marzo 2015  | 28 aprile 2015  |
| 4  | Sweet, Not Lasting                          | Salvare le apparenze              | 5 aprile 2015  | 28 aprile 2015  |
| 5  | Unmask Her Beauty to the Moon               | Una notte in cui tutto è concesso | 12 aprile 2015 | 5 maggio 2015   |
| 6  | The Slings and Arrows of Outrageous Fortune | La frase perfetta                 | 19 aprile 2015 | 5 maggio 2015   |
| 7  | Your Sovereignty of Reason                  | La sovranità della ragione        | 26 aprile 2015 | 12 maggio 2015  |
| 8  | The Great Man Down                          | Il futuro Re                      | 3 maggio 2015  | 12 maggio 2015  |
| 9  | In My Heart There Was a Kind of Fighting    | Amara verità                      | 10 maggio 2015 | 19 maggio 2015  |
| 10 | Our Wills and Fates Do So Contrary Run      | Destino o volontà?                | 17 maggio 2015 | 19 maggio 2015  |

## Vita reale
- Titolo originale: Stand and Unfold Yourself
- Diretto da: Mark Schwahn
- Scritto da: Mark Schwahn

### Trama
Londra. La famiglia reale apprende la notizia della morte del primogenito Robert, avvenuta in circostanze misteriose mentre stava prestando il servizio militare. Robert incarnava un modello carismatico e compassionevole, il figlio perfetto che sarebbe certamente diventato un re amatissimo dal suo popolo, riscattando l'immagine di una famiglia i cui componenti sono invece vittime delle rispettive perdizioni. La regina consorte Helena si atteggia a un giovanilismo snob decisamente inappropriato per la sovrana d'Inghilterra; il ventunenne principe Liam ama vivere come i ragazzi della sua età, frequentando pub e finendo casualmente a letto con Ophelia, la figlia del capo della sicurezza della casa reale Ted; la gemella Eleanor finisce sui tabloid di tutto il mondo dopo una festa hard a Parigi. Per il funerale di Robert arrivano a corte anche le cugine Penelope e Maribel, due gemelle alquanto stupide e viziate.
Liam realizza di essere diventato l'erede al trono d'Inghilterra, quindi d'ora in avanti sarà al centro dell'attenzione dei sudditi e gli verrà chiesto un radicale cambiamento nelle abitudini di vita. Ophelia è rimproverata dal padre per essere andata a letto con l'erede al trono Liam, circostanza che potrebbe compromettere il suo ruolo a corte. Re Simon disapprova la freddezza con cui la moglie ha affrontato il funerale del figlio, incapace persino di piangere, dato che per lei conta apparire sempre al meglio davanti alle telecamere, mentre Liam non segue il discorso prefissato ed elogia quella che secondo lui era la qualità migliore del fratello, vale a dire non aver paura di essere sé stesso. A cena Re Simon spiazza i commensali, annunciando che è sua intenzione proporre in Parlamento un referendum che abolisca la monarchia, ormai percepita come un'istituzione inutile, oltre che indirettamente responsabile della morte di Robert. Liam è l'unico a interessarsi all'idea di suo padre, il quale non vuole per lui la rigida e incasellata vita di corte, ma al contrario che scelta la libertà e l'amore. Eleanor cade nel ricatto della sua nuova guardia del corpo Jasper, essendo stata filmata da questi durante uno dei suoi bagordi con la droga; onde evitare che diventino di dominio pubblico, Eleanor dovrà diventare l'amante di Jasper e assecondarne ogni desiderio. Durante una battuta di caccia Cyrus, il vanesio fratello di Re Simon, spara un colpo di fucile che manca di pochissimo il sovrano, ricordandogli che, dovesse mai accadergli qualcosa, sarebbe lui a salire sul trono.
Spronato dalla chiacchierata con il padre, Liam decide di vivere il flirt con Ophelia alla luce del sole, venendo accerchiati dai paparazzi mentre vanno a bere un caffè; Helena osserva la scena dall'alto, senza nascondere il proprio disappunto.

## Risveglio di primavera
- Titolo originale: Infants of the Spring
- Diretto da: Mark Schwahn
- Scritto da: Mark Schwahn

### Trama
Eleanor cerca di sottrarsi al ricatto di Jasper, ma il giovane la tiene in pugno ed esige di essere servito e riverito; come se non bastasse, Helena, stanca dei comportamenti inappropriati della principessa, la mette sotto il controllo della social media manager Rachel, incaricata di moderare i post di Eleanor affinché non risultino sconvenienti o inappropriati. Liam e Ophelia vengono seguiti dai paparazzi mentre stanno bevendo un caffè insieme, rendendo ormai di dominio pubblico la loro relazione; nel quadro si inserisce però Gemma, l'ex fidanzata di Liam, che nutre la speranza di riconquistarlo.
La Regina Helena organizza una festa in giardino che ha il principale scopo di dare risalto a Liam come erede al trono e futuro della monarchia, veicolando un'immagine di ragazzo serio e impeccabile che pareggi quella del compianto Robert. Liam però contravviene agli ordini della sicurezza, facendosi “trasportare” dalla folla e indispettendo Ted, da cui era giunta la raccomandazione al principe di non avvicinarsi troppo alle persone. Gemma dice apertamente a Ophelia che non ha speranze con Liam, non essendo abbastanza altolocata per poter sperare di avere chance con il futuro sovrano. Ophelia affronta Gemma in una gara di bevute, dalla quale esce traballante, finendo per inciampare in un'aiuola da cui la recupera Liam; costui la riaccompagna nella sua residenza, dove la ragazza rigurgita ciò che aveva precedentemente mangiato e viene messa a riposare dal principe. Re Simon chiede alla cameriera Prudence un parere sincero sulla monarchia, trovando riscontro alla sua idea del referendum. Eleanor corteggia il campione olimpico di nuoto Andy Sinclair, ma Jasper compromette tutto, mettendolo k.o. e lasciandolo alle “cure” delle fameliche Penelope e Maribel. La Regina Helena intrattiene una relazione segreta con il Capitano della Marina Alistair Lacey, così come Cyrus fa altrettanto con il rispettato parlamentare James Holloway. Liam chiede al padre una possibilità per dimostrargli che può essere un buon re.
- Guest star: Sophie Colquhoun (Gemma), Ukweli Roach (Marcus), Hatty Preston (Principessa Maribel), Lydia Rose Bewley (Principessa Penelope), Poppy Corby-Tuech (Prudence), Andrew Bicknell (Lucius), Victoria Ekanoye (Rachel), Manpreet Bachu (Ashok), Noah Huntley (Alistair Lacey), Scott Maslen (James Holloway).
- Altri interpreti: Jack Derges (Andy Sinclair), Stephane Cornicard (Dignitario francese), Geoffrey McGivern (Winston Moody).
- Ascolti USA: telespettatori 1 321 000[2]

## Il declino della monarchia
- Titolo originale: We Are Pictures, or Mere Beasts
- Diretto da: Arlene Sanford
- Scritto da: Mark Schwahn

### Trama
Re Simon ha deciso di accogliere la richiesta di Liam, accantonando per il momento la questione del referendum per vedere come si comporta il figlio nei panni di erede al trono. Il principe consuma un rapporto sessuale con Gemma, ricevendo la prova che i suoi pensieri sono assorbiti da Ophelia. Costei nel frattempo viene inseguita dai paparazzi anche all'università, venendo aiutata a seminarli dal compagno di studi Nick, il quale manifesta un profondo interesse nei suoi confronti. La famiglia reale deve posare per un servizio fotografico in occasione della London Fashion Week, ma Helena apprende che sarà soltanto lei a finire in prima pagina per le sue spese spropositate in lingerie. La responsabile della fuga di notizie è Eleanor, vendicatasi sulla madre per la faccenda della social media manager; Helena accusa la figlia di essere lei, con le sue azioni sconsiderate, a gettare discredito sulla monarchia e legittimare l'opinione di chi vorrebbe abolirla. Nient'affatto toccata dalle parole di Helena, secondo cui senza i titoli reali sarebbe una perfetta buona a nulla, Eleanor dichiara guerra alla madre, organizzando una sfilata concorrente a quella tradizionalmente tenuta da lei.
Liam viene coinvolto dal padre negli affari di Stato, come si compete a un futuro re. Il principe entra però in attrito con Nigel Moorefield, giovane leader del movimento anti-monarchico, poiché entrambi non si rispettano reciprocamente. Helena sfrutta Jasper per scoprire quale location ha scelto Eleanor per la sua sfilata, appropriandosene e facendo sloggiare la figlia. Ophelia e Nick sono sempre più in sintonia, con il ragazzo che aspetta di ottenere il primo appuntamento serio. Gemma pretende di guidare la macchina di Liam, facendo finire il veicolo contro una cabina telefonica, poiché intenta a fare un "servizio" al principe. Jasper, che seguiva la vettura di Liam, gli tira un pugno perché questi si rifiutava di abbandonare Gemma, contravvenendo al protocollo che vuole l'immediata evacuazione dell'erede al trono da una qualsiasi situazione di pericolo. La versione ufficiale dell’incidente vede Gemma come unica protagonista, mentre Liam non è minimamente coinvolto. Nel frattempo, Eleanor ha avuto occasione di spiare il computer di Ted, scoprendo le diverse identità nascoste di Jasper. La principessa organizza la propria sfilata nel castello di Windsor, lasciato sguarnito da Helena. Liam confessa a Ophelia che era presente anche lui all'incidente di Gemma, dandole dimostrazione che le racconta la verità perché tiene davvero a lei.
La stampa celebra il grande successo della sfilata di Eleanor, convinta di aver sconfitto nettamente sua madre. Tuttavia, Helena le fa capire di averla in pugno e ribadisce che non le permetterà di rovinare quanto da lei costruito. Re Simon decide che sarà Liam a partire in tour nelle campagne, di cui ha bisogno per alimentare la propria immagine, con il risultato di accrescere il rancore di Cyrus. Quest'ultimo redarguisce Liam per gli sguardi disgustati che gli riserva, mettendolo davanti al fatto che loro due non sono poi così diversi, quindi prima o poi anche lui dovrà fare i conti con il proprio lato meschino e calcolatore. Uscita a pezzi dalla contesa con la madre, Eleanor è finanche disposta ad allearsi con Jasper contro Helena. I reali posano per la foto di famiglia, la prima senza Robert, ognuno nascondendo il proprio astio.
- Guest star: Sophie Colquhoun (Gemma), Ukweli Roach (Marcus), Hatty Preston (Principessa Maribel), Lydia Rose Bewley (Principessa Penelope), Andrew Bicknell (Lucius), Victoria Ekanoye (Rachel), Scott Maslen (James Holloway), Poppy Delevingne (Tiara), Tom Ainsley (Nick Roane).
- Altri interpreti: Simon Thomas (Nigel Moorefield), Emilio Doorgasingh (Dragon King), Kiri Bloore (Corrispondente del notiziario).
- Ascolti USA: telespettatori 825 000[3]

## Salvare le apparenze
- Titolo originale: Sweet, Not Lasting
- Diretto da: Jean de Segonzac
- Scritto da: Johnny Richardson

### Trama
Mentre la famiglia reale è in tour, Eleanor è rimasta sola a palazzo a gestire i rapporti con i dignitari stranieri e le organizzazioni non profit. Helena ha deciso di portare Gemma come dama di compagnia, sperando che il viaggio riaccenda la passione tra la ragazza e Liam. Quest'ultimo è molto a disagio nel doversi attenere al copione preparato da altri, commettendo innumerevoli gaffe con i sudditi. Al contrario, Eleanor non fatica a entrare in confidenza con le persone, anche perché inebriata dalle sostanze assunte per superare l'imbarazzo di impegni ai quali non avrebbe voluto partecipare. Nick costringe Ophelia a concedergli finalmente quell'appuntamento che gli sta negando da tempo, facendo un tour del palazzo reale.
Liam si arrabbia con la madre perché ha passato ai tabloid una fotografia scattata a tradimento a lui e Gemma, allo scopo di rinfocolare un possibile ritorno di fiamma tra i due. In effetti, Liam rimane colpito dall'abilità di Gemma nel trattare con la gente, qualità che a lui manca; Marcus, la fidata guardia del corpo di Liam, non è entusiasta nel rivedere Gemma nei paraggi e la invita a non spezzare di nuovo il cuore al principe. La stampa celebra Eleanor, ma stavolta Jasper decide di non approfittare della sua stanchezza e la lascia dormire. Nick chiede a Ophelia di potergli mostrare il suo mondo, affinché possa scegliere tra lui e il principe. Liam intanto migliora nelle pubbliche relazioni, riflettendo sulle parole della barista di un pub che ha detto di aspettarsi da un giovane re che sappia ispirare il cambiamento nelle persone. Helena invece viene apostrofata da un oste che la accusa di essere una prima donna viziata mantenuta con le tasse dei contribuenti. Eleanor sceglie di partecipare a una seduta degli alcolisti anonimi, ammettendo per la prima volta di avere un problema. Nick vede che Ophelia non è convinta del loro appuntamento tra le persone normali, intuendo che la ragazza ha bisogno di tempo per staccarsi dalle abitudini altolocate di corte.
Sull'aereo di ritorno a corte, Gemma stuzzica Liam sul fatto che pur desiderando dimenticarla non riuscirà mai a liberarsi di lei. Helena e Cyrus sono soddisfatti della performance di Liam, anche perché sondaggi segreti dicono che il popolo voterebbe in maggioranza per abolire la monarchia, senza sapere che effetto avrebbe Liam come nuovo re. Liam invita Ophelia al Gran ballo in maschera, ma la ragazza resta spiazzata nell'apprendere che il principe non intende essere il suo accompagnatore, avendole detto di portarci il suo ragazzo.
- Guest star: Sophie Colquhoun (Gemma), Ukweli Roach (Marcus), Andrew Bicknell (Lucius), Victoria Ekanoye (Rachel), Tom Ainsley (Nick Roane), Leanne Joyce (Imogen).
- Altri interpreti: Peter Vollebregt (Dottor Cohen), Eloise Lovell-Anderson (Francisca), Joel Phillimore (Produttore di selle), Sophie Stevens (Cameriera del bar), Gemma Fray (Bambina), Angela Simpson (Madre della bambina), Samuel Townsend (Persona di città), Andrew Bone (Proprietario della distilleria), Sherry Baines (Guida turistica), Emily Jewell (Donna del villaggio), Syreeta Kumar (Leader del gruppo), Helen Austin (Reporter del telegiornale).
- Ascolti USA: telespettatori 1 119 000[4]

## Una notte in cui tutto è concesso
- Titolo originale: Unmask Her Beauty to the Moon
- Diretto da: Arlene Sanford
- Scritto da: Julia Cohen

### Trama
Al Gran Ballo in maschera Liam si ingelosisce nel vedere Ophelia in compagnia di Nick, immagine che al contrario allieta Gemma, la quale sente di avere campo libero per il principe. Helena e Cyrus si sono premurati di invitare tutti i lord, così da assicurarsi il loro sostegno nell'eventualità del referendum. Il ruolo di gran cerimoniere è però affidato a Liam, dato che Helena è impegnata a civettare con l'amato Lacey. Liam prova a essere carino con Nick, trovando un interesse comune nella musica. Eleanor propone a Jasper di darsi alla pazza gioia, ma il bodyguard vuole avere il controllo e spinge la principessa a rivelare pubblicamente il ricatto a cui la sta sottoponendo; salita sul palco, Eleanor non ha però il coraggio di compiere questo passo.
Cyrus incassa l'appoggio dei lord alla causa monarchica, facendo leva sull'assoluta necessità di preservare il loro mondo e tutti i suoi eccessi. Lucius, il fidato assistente personale di Helena, mette in guardia Lucius dal rischio che l'ostruzionismo dei lord potrebbe comportare per il referendum, inducendo la stragrande maggioranza del popolo a schierarsi contro la monarchia. Gemma vuole far ballare Liam con Ophelia, puntando a dimostrare al principe come tra loro non possa nascere nulla di serio; Gemma ottiene il risultato sperato, poiché i due si rinfacciano i rispettivi flirt consumati durante il tour nelle campagne. Liam accoglie la proposta del migliore amico Ashok di trascorrere il fine settimana a Monaco, lontano dai problemi della casa reale. Jasper rivela a Eleanor che la faccenda del video è completamente falsa, essendola inventata per conservare il posto di lavoro, ma sottolinea di avere innumerevoli altre armi con cui ricattarla.
Nick capisce che Ophelia è innamorata di Liam, decidendo di farsi da parte; il principe coglie l'occasione per invitarla a Monaco. La cameriera Prudence, invitata da Cyrus ad aspettarlo nella sua stanza, avvelena il suo bicchiere, ma questi l'ha scoperta dalle telecamere nascoste e minaccia di spedirla in prigione, a meno che non accetti di lavorare per lui tenendo sotto controllo Re Simon. Al rientro dal ballo, Jasper non trova Eleanor, la quale nel frattempo si è unita a Liam e Ophelia per recarsi alla volta di Monaco.
- Guest star: Sophie Colquhoun (Gemma), Poppy Corby-Tuech (Prudence), Andrew Bicknell (Lucius), Manpreet Bachu (Ashok), Noah Huntley (Alistair Lacey), Scott Maslen (James Holloway), Tom Ainsley (Nick Roane).
- Altri interpreti: Paul Antony-Barber (Lord Senior), Becca Van Cleave (Lily).
- Ascolti USA: telespettatori 1 070 000[5]

## La frase perfetta
- Titolo originale: The Slings and Arrows of Outrageous Fortune
- Diretto da: Jean de Segonzac
- Scritto da: Mark Schwahn

### Trama
I ragazzi arrivano a Montecarlo, dove vengono raggiunti da Gemma e dal suo gruppo di amiche. Eleanor non è entusiasta nel rivedere il suo ex fidanzato Beck, poiché in sua presenza tende a comportarsi in modo infantile. Beck spiega a Eleanor che è stato Liam a chiedergli di venire, avendo bisogno tutti quanti di distrarsi dal pensiero della perdita di Robert; tuttavia, lo stesso Beck spera ardentemente che tra loro possa nuovamente scoccare la scintilla. Liam e Ophelia trascorrono una notte d'amore. Intanto, a palazzo Helena comunica a Jasper che è stato promosso alla sua sicurezza, quindi dovrà occuparsi di lei anziché di Eleanor. Cyrus ordina a Prudence di seguire Re Simon, appena rientrato da un viaggio, nella sua passeggiata notturna.
Ashok se la prende con Gemma per avergli fatto perdere a poker la sua nuova fuoriserie appena comprata. Liam si candida per sfidare Omar, colui che si è aggiudicato l'automobile, a freccette, gioco in cui il principe solitamente è bravissimo, al punto che è stato in occasione di una partita di questa disciplina al pub che aveva conosciuto Ophelia. Liam batte Omar, mentre Ophelia minaccia con l'arco il recalcitrante sconfitto a onorare la sconfitta; Ophelia scaglia per sbaglio la freccia che colpisce Ashok alla gamba, salvata dall'intervento di Marcus. Beck rivela ad Eleanor che Robert gli aveva confidato di aspettarsi grandi cose da lei, quindi non deve più sottovalutarsi e prendere invece coscienza dell'importanza del suo ruolo. Alla fine stare di nuovo con Beck sta aiutando Eleanor a ritrovare quella serenità perduta da tempo. Ted comunica a Jasper che il suo passato sta per essere scandagliato dai servizi segreti, quindi se dovesse emergere qualche scheletro nell'armadio, le conseguenze per lui sarebbero piuttosto serie. Jasper non intende rinunciare alla posizione che è riuscito a raggiungere, nonostante Helena abbia letto i rapporti sul suo conto, anche perché afferma che il suo principale obiettivo è sempre stata la regina. Prudence viene scoperta da Re Simon che le offre il suo aiuto per uscire dalla situazione, di cui non vuole sapere nulla, nella quale si è cacciata.
Jasper sgattaiola fuori dalla stanza di Helena, venendo visto da Re Simon che intuisce quanto è accaduto nella camera da letto della moglie. Prudence informa Cyrus che considera sciolto il loro patto, convinta che non sia suo interesse denunciarlo. Eleanor e Beck devono congedarsi, considerato che l'uomo è sposato e deve tornare dalla sua famiglia. Liam scende dall'aereo mano nella mano con Ophelia.
- Guest star: Sophie Colquhoun (Gemma), Ukweli Roach (Marcus), Hatty Preston (Principessa Maribel), Lydia Rose Bewley (Principessa Penelope), Poppy Corby-Tuech (Prudence), Manpreet Bachu (Ashok), Andrew Cooper (Beck).
- Altri interpreti: Abhin Galeya (Omar), Hugo Nicolau (Andre), Ian Drysdale (Ufficiale della dogana), Rachel Ritfeld (Ali), Maria Kouka (Scarlett), Amy Neville (Julia).
- Ascolti USA: telespettatori 1 123 000[6]

## La sovranità della ragione
- Titolo originale: Your Sovereignty of Reason
- Diretto da: Tom Vaughan
- Scritto da: Scarlett Lacey

### Trama
Una fotografia di Ophelia in topless esce sui giornali in contemporanea all'altra notizia clamorosa del referendum sulla monarchia. Ted rimprovera la figlia per la leggerezza dimostrata, ma non le impedisce di uscire dal palazzo ad affrontare le conseguenze di quanto accaduto. Eleanor tronca ogni contatto con Beck, venendo a sapere da Ted che Jasper è stato ricollocato a seguito di fatti potenzialmente compromettenti avvenuti tra loro due. Helena ritiene che sia suo marito il responsabile della fuga di notizie sul referendum, avendo incontrato il primo ministro a Downing Street anziché a corte come da prassi. Come se non bastasse, a corte arriva la Granduchessa Alexandra di Oxford, vale a dire la madre di Helena, che non perde occasione di rinfacciare alla figlia lo scarso controllo esercitato sull'irrequieta prole. Cyrus cerca di far ragionare Re Simon sull'idea del referendum, non essendo veramente disponibile a rinunciare a un potere millenario, anche perché non è scontato che vinca la fazione contraria alla monarchia, da molti considerata un simbolo capace di dare sicurezze.
Liam viene richiamato a palazzo perché il sovrano di Morovia minaccia di far scoppiare un incidente diplomatico. L'insegnante di danza di Ophelia le procura un provino per un'importante compagnia di New York; la ragazza chiede a Marcus, presente con lei dopo che Liam è dovuto scappare via, di non farne parola con il principe. Helena considera Ted responsabile del comportamento di Ophelia, ricordandogli che sua figlia non ha diritto alla scorta personale perché la sua relazione con Liam non è stata approvata dal palazzo. Re Simon dirama un discorso in cui indice ufficialmente il referendum per l'abolizione della monarchia, diventata un'istituzione puramente sfarzosa e priva di significato in un Paese che sarebbe capace di sopravvivere anche alla sua eventuale scomparsa. Liam si sente responsabile del precipitare degli eventi, avendo mancato alla promessa fatta al padre di essere un principe migliore, inevitabilmente compromessa dal fine settimana a Monaco. Re Simon scopre che Helena e Cyrus hanno fatto licenziare Prudence dallo staff di corte, dandogli l'ulteriore conferma che ha fatto bene ad accelerare sul referendum. Il sovrano bandisce sia Helena che Cyrus dalla corte, ammonendoli che presto li priverà di ogni titolo. Eleanor intercede presso il padre per perorare la causa di Liam, il quale si è impegnato molto per essere una persona migliore e a Monaco ha fatto di tutto per tenersi lontano dai guai. Marcus sferra un pugno contro un giornalista che, all'uscita dalla lezione di danza di Ophelia, ha apostrofato Ophelia come figlia di una donna dai facili costumi.
Liam decide di rendere ufficiale la relazione con Ophelia, affinché alla fidanzata venga concessa la scorta. Alexandra saluta Helena, raccomandandole di non darsi per vinta nella lotta per cambiare le cose. Re Simon ha dato appuntamento a Liam nei sotterranei per una franca chiacchierata padre-figlio, ma il principe è impegnato a baciarsi con Ophelia; incamminatosi da solo nell'abituale passeggiata fuori dal palazzo, Re Simon si presenta ai cancelli con una profonda ferita d'arma da fuoco e perde i sensi.
- Guest star: Ukweli Roach (Marcus), Poppy Corby-Tuech (Prudence), Andrew Bicknell (Lucius), Victoria Ekanoye (Rachel) e Joan Collins (Gran Duchessa Alexandra di Oxford).
- Altri interpreti: Gabriella Ostier (Estetista), Martin Richardson (Capo cameriere), Daniel Crossley (Coreografo), Craig Whittaker (Guardia armata), Jethro Skinner (Jeffries), Robert Jobson (Robert Jobson).
- Ascolti USA: telespettatori 1 125 000[7]

## Il futuro Re
- Titolo originale: The Great Man Down
- Diretto da: Mark Schwahn
- Scritto da: Mark Schwahn

### Trama
Mentre Re Simon sta lottando per la vita in ospedale, l'intera famiglia reale viene immediatamente messa al sicuro in un bunker, dove trova riparo anche Ophelia in qualità di neo-fidanzata ufficiale di Liam. Helena avverte il figlio che adesso è il principe reggente, quindi deve agire da re d'Inghilterra. Liam ed Eleanor puntano i loro sospetti su Cyrus, il quale si trovava già nel tunnel quando è scattato il protocollo di sicurezza; inoltre, Ophelia asserisce di averlo visto dalla finestra, quindi non si trovava nella sua stanza. Helena invece addossa la principale responsabilità dell'accaduto a Ted che, in qualità di capo della sicurezza, non ha sorvegliato adeguatamente il sovrano. Eleanor si trattiene a fatica dal mettere addosso le mani alla madre e Cyrus, non volendo credere che il padre possa morire.
Terminato l'isolamento forzato, Helena assume il comando e prepara Liam alla cerimonia che lo renderà temporaneamente re, in attesa di scoprire quale sorte toccherà al padre. Jasper viene assegnato alla sorveglianza in ospedale e offre ad Eleanor di andarlo a trovare; Eleanor promette al padre, intubato sul letto, che farà di tutto per non disonorarlo. Cyrus informa il suo amante Holloway dell'attentato di cui è rimasto vittima Re Simon, implorandolo di fornirgli un alibi, benché ciò significhi mentire da membro del Parlamento. Helena parla al popolo, assicurando che qualora il marito sopravvivesse non verrà meno all'impegno del referendum. Ted riferisce alla regina che dalle immagini delle telecamere si presume che l'aggressione fosse premeditata. Liam raggiunge Eleanor in ospedale per fare visita al padre. Rientrata a palazzo, Eleanor accusa Jasper di aver aggredito il padre perché innamorato di sua madre, consegnandogli il suo gemello con il re di cuori trovato nel letto reale, e lo fa arrestare.  Cyrus non perdona a Ophelia le accuse che gli ha rivolto, minacciandola che le conseguenze per lei rischiano di essere irreparabili. Liam si è convinto che sua madre e zio Cyrus siano gli autori materiali dell'attentato, mettendolo Eleanor al corrente dei propri sospetti e assicurandolo che non appena sarà re firmerà per l'abolizione della monarchia; i due fratelli ignorano di essere ascoltati da Lucius.
Liam presta giuramento di difendere la Corona. Helena invita Ophelia a prendere contezza del ruolo che adesso dovrà ricoprire quale fidanzata del sovrano reggente. Cyrus irrompe alla cerimonia, tacciando Liam di non essere degno del trono perché non è il figlio del re, dato che sia lui che Eleanor sono stati frutto di una relazione extraconiugale; per questi motivi, è Cyrus il re d'Inghilterra. Mentre Liam ed Eleanor si fanno prelevare il sangue per il test del DNA, Marcus ha scovato un uomo immobile fuori dal cancello del palazzo per tutto il giorno. Helena raggiunge Cyrus, rivelando come i due fossero in combutta per impedire a Liam di diventare re.
- Guest star: Ukweli Roach (Marcus), Andrew Bicknell (Lucius), Victoria Ekanoye (Rachel), Scott Maslen (James Holloway).
- Altri interpreti: Peter Vollebregt (Dottor Cohen), Tom Christian (Brandon Boone).
- Ascolti USA: telespettatori 1 185 000[8]

## Amara verità
- Titolo originale: In My Heart There Was a Kind of Fighting
- Diretto da: Tom Vaughan
- Scritto da: Mark Schwahn

### Trama
Dal test risulta che Liam ed Eleanor non sono discendenti diretti di Re Simon. Eleanor accusa la madre di essere la responsabile della morte di Robert, spingendo Helena a rivelare che il primogenito si è in realtà suicidato. Cyrus ordina la rimozione del servizio di sicurezza ai "bastardi" Liam ed Eleanor, agendo a pieno titolo come re provvisorio. Ophelia ha accettato la proposta di andare in tournée negli Stati Uniti con la compagnia di danza di Ballantyne, ma cerca di incontrare Liam; a palazzo trova invece Gemma, la quale le rinfaccia di aver perso la sua occasione con il principe. Le condizioni di Re Simon restano stazionarie, mentre Cyrus pretende che Ted arresti l'uomo identificato dalle telecamere, nonostante al momento risulti solamente sospettato. Cyrus può contare sulla collaborazione delle figlie Maribel e Penelope, poiché adesso sono diventate le prossime eredi al trono e hanno tutto l'interesse ad aiutare il padre.
Helena incarica Marcus di scoprire chi è l'uomo fuori dal cancello, ricavando l'informazione che potrebbe trattarsi di un ex militare perfettamente consapevole di essere inquadrato. Dopodiché la regina convoca il leader degli anti-monarchici Nigel Moorefield per suggerirgli una legge che modifichi la linea di successione, così da impedire alle svampite nipoti di salire sul trono dopo Cyrus; l'accordo prevede che Helena diventi regina a tutti gli effetti e sciolga la monarchia, evento di cui Moorefield finirebbe per prendere ogni merito. Liam trascorre il pomeriggio a ubriacarsi di birra, immaginando di parlare con suo padre e azzuffandosi con l'oste. Ted sprona Ophelia a non buttare al vento l'opportunità di New York per colpa di Liam. Eleanor si infuria con Cyrus per averle impedito di andare a trovare Re Simon, dato che non è figlia legittima. Nel frattempo, le indagini di Marcus portano a scoprire che l'uomo dei filmati è Brandon Boone, un commilitone di Robert. Le gemelle riferiscono a Cyrus dell'incontro avuto con Moorefield, di cui ovviamente non era al corrente, auspicando con la cognata che tra loro non ci siano più segreti.
Uscendo dalla camera d'ospedale di Re Simon, dove ha appreso che il padre è stato trasportato a palazzo, Eleanor sale sull'ascensore e si ritrova da sola con Broone; questi le dà appuntamento per l'indomani sera, dovendole spiegare la verità sulla morte di Robert, il quale non si è affatto suicidato, dato che è stato lui stesso a ucciderlo.
- Guest star: Sophie Colquhoun (Gemma), Ukweli Roach (Marcus), Hatty Preston (Principessa Maribel), Lydia Rose Bewley (Principessa Penelope), Andrew Bicknell (Lucius), Victoria Ekanoye (Rachel).
- Altri interpreti: Simon Thomas (Nigel Moorefield), Peter Vollebregt (Dottor Cohen), Tom Christian (Brandon Boone), Spencer Wildling (Barista).
- Ascolti USA: telespettatori 1 172 000[9]

## Destino o volontà?
- Titolo originale: Our Wills and Fates Do So Contrary Run
- Diretto da: Mark Schwahn
- Scritto da: Mark Schwahn

### Trama
Risvegliatosi nel letto di Ophelia, Liam propone alla ragazza di fuggire insieme verso una destinazione qualsiasi, creando un loro mondo lontano dalla famiglia reale. Ophelia finge con il padre che sta partendo per New York come previsto. Cyrus si sbarazza del Dottor Cohen, il quale ha falsificato i risultati del test per far credere che Liam ed Eleanor non siano figli legittimi del sovrano. Helena resta turbata nel ricevere uno strano biglietto con un disegno rosso. Eleanor ritira le accuse nei confronti di Jasper, facendolo rilasciare. Liam sfida l'autorità dello zio, presentandosi a palazzo per visitare suo padre.
Jasper avverte Eleanor che nella sua camera sono nascoste due pistole cariche e una borsa. Liam vorrebbe che la sorella si unisse a lui e Ophelia per ricominciare una nuova vita altrove. Cyrus riceve la visita della madre che, malata di Alzheimer, lo scambia per suo fratello Simon e gli dice che deve stare attento a Cyrus, il quale è sempre stato invidioso di lui. Marcus saluta Liam e Ophelia, in partenza per il loro viaggio, venendo punzecchiato da Gemma che rivela come lui fosse sempre stato innamorato di Ophelia e adesso la vede scappare via. Mentre sono sull'aereo, Liam si accorge di avere al collo un ciondolo con inciso lo stesso simbolo del biglietto ricevuto da sua madre a palazzo; inoltre, Ophelia dice di averlo ritrovato a terra ubriaco nel parco, mentre invece lui ricorda di essersi addormentato da un'altra parte. Liam trova il cellulare del Dottor Cohen incastrato tra i sedili, intuendo che è stato a bordo prima di loro. Ophelia scopre che la destinazione del viaggio è New York, poiché Liam non vuole che la ragazza rinunci ai propri sogni per lui, ma resta interdetta nell'apprendere che il principe tornerà a palazzo per riprendersi il trono. Helena rilascia un'intervista in cui rivela che il suo primo amore si chiamava Henry, un soldato morto in battaglia, deludendo Lacey che sperava di essere finalmente riconosciuto. Lucius consegna a Lacey una lettera di Helena in cui gli chiede di non avere più contatti, dopodiché lascia entrare in casa due uomini che lo uccidono su ordine di Cyrus. Boone rivela a Eleanor di aver agito su commissione di un misterioso gruppo che lo ha pagato per far precipitare con un drone l'aereo pilotato da Robert.
Liam aggredisce Cyrus per fargli confessare i suoi misfatti. Ted entra nella stanza di Re Simon appena prima che Lucius staccasse il respiratore. Mentre Liam inveisce contro Cyrus, Marcus entra nella stanza per fermarlo, dato che nel frattempo Re Simon è morto, quindi lo zio adesso è ufficialmente il nuovo sovrano. Liam promette al padre che lo vendicherà. Una donna incinta guarda in televisione l'annuncio della morte di Simon, felice che il padre sia diventato re.
- Guest star: Sophie Colquhoun (Gemma), Ukweli Roach (Marcus), Poppy Corby-Tuech (Prudence), Andrew Bicknell (Lucius), Victoria Ekanoye (Rachel), Noah Huntley (Alistair Lacey).
- Altri interpreti: Irene Sutcliffe (Madre del re), Peter Vollebregt (Dottor Cohen), Tom Christian (Brandon Boone), Jimmy Fairhurst (Cameriere dell'aereo), Tanya Bryer (Intervistatrice televisiva).
- Ascolti USA: telespettatori 1 148 000[10]